# Darevskia bithynica
Espèce
Synonymes
- Lacerta saxicola bithynica Mehelÿ, 1909
- Darevskia rudis bithynica (Mehelÿ, 1909)
- Lacerta saxicola tristis Lantz & Cyren 1936
- Darevskia rudis tristis (Lantz & Cyren 1936)

Statut de conservation UICN

 LC  : Préoccupation mineure
Darevskia bithynica est une espèce de sauriens de la famille des Lacertidae.

## Répartition
Cette espèce se rencontre en Géorgie, en Azerbaïdjan, en Ciscaucasie en Russie et dans le nord de la Turquie.

## Liste des sous-espèces
Selon The Reptile Database (3 août 2013) :
- Darevskia bithynica bithynica (Mehelÿ, 1909)
- Darevskia bithynica tristis (Lantz & Cyrén, 1936)

## Publications originales
- Lantz & Cyrén, 1936 : Contribution à la connaissance de Lacerta saxicola Eversmann. Bulletin de la Société zoologique de France (Paris), vol. 61, p. 159-181.
- Méhely, 1909 : Materialien zu einer Systematik und Phylogenie der muralis-ähnlichen Lacerten. Annales historico-naturales Musei nationalis Hungarici, Budapest, vol. 7, no 2, p. 409-621 (texte intégral).